# Rues de Paris vers 1450
 (juillet 2025).
- Si vous ne connaissez pas le sujet, laissez ce bandeau (vous pouvez alors contacter les auteurs).
- Si vous supprimez le contenu mis en cause (vous pouvez préalablement contacter les auteurs),

argumentez précisément cette suppression dans la page de discussion
(un manque de référence n'est pas un argument ; une recherche réelle de référence doit avoir été effectuée, être formellement documentée).
Cet article recense les rues de Paris citées dans un manuscrit de l'abbaye Sainte-Geneviève qui parut aux environs de 1450.

## Contenu
Il s'agit d'une copie d'un manuscrit de l'abbaye Sainte-Geneviève qui parait d'environ 1450 « sur lequel on laisse à ceux qui voudront l’entreprendre, les recherches qu'il y aurait à faire dans les actes du XVe et du XVIe siècles, soit pour faire l'application du nom de certaines rues aujourd'hui inconnues, soit pour découvrir celles qui ont été condamnées ou couvertes de maisons ».
S'ensuivent une énumération, par quartier, des rues de Paris qui n'est pas alphabétique. 
Pour des raisons de facilité de recherche, la réécriture de ce manuscrit est reproduit ici dans un ordre alphabétique suivi du numéro de quartier.

## Rues par quartier

### 1erquartier
- Grant rue Saint-Denis
- Rue Saint Sauveur
- Rue Beaurepaire
- Rue Mont-roqueil
- Rue Pavée
- Rue Quequitonne
- Rue Aubry
- Rue Gratecon
- Rue Mal-Conseil
- Rue Tire-Vit
- Rue de Merderet
- Rue au Signe
- Rue Grant Truanderie
- Rue Mal-Désirant
- Rue Petonnet
- Rue Tyrone ou Teroüenne
- Rue Temploirie
- Rue aux Prescheurs
- Rue de la Cossonnerie
- Rue au Fevre
- Rue de la Charonnerie
- Rue de la Tabletterie
- Rue Sainte-Opportune
- Rue Perrin Gasselin
- Rue Fossez Saint Germain
- Rue d'Antain
- Rue du Coup de baston
- Rue Philippe Tyson
- Rue des Poulies
- Rue d'Aultraiche
- Grant rue Saint Honoré
- Rue Saint Thomas
- Rue du Froit-mantyau
- Rue du Chantre
- Rue des Champs-fleury
- Rue de Beauvais
- Rue du Coq
- Rue des Petits Champs
- Rue de la Arongerie
- Rue de la Saulnerie
- Rue de la Mesgisserie
- Rue du Suissel
- Rue Popin
- Rue du Foyn
- Rue aux Portes
- Rue Saint Germain
- Rue des Lavandieres
- Rue Philippe Lointier
- Rue Guillaume Porée
- Rue Bertin Porée
- Rue des Comenderesses
- Rue de la Cordonnerie
- Rue aux Déchargeurs
- Rue Maleparole
- Rue des Bourdonnois
- Rue Thibaud aux dés
- Rue de la Charpenterie
- Rue de la Fosse aux chiens
- Rue de Tirechappe
- Rue de la Monnoye
- Rue de Betisy
- Rue de l'Arbre-sec
- Rue de Poitou
- Rue des Gravellieres
- Rue de Neele
- Rue de la Hache
- Rue des Ecuyers
- Rue du Four
- Rue des deux Écus
- Rue des Prouvelles
- Rue de la Tonnellerie
- Rue de la Porte à la Comtesse
- Rue Montmartre
- Rue Philippe le Mire
- Rue de la Plastrerie
- Rue des Augustins
- Rue de Coqueron

### 2equartier
- Rue de la Porte-Baudet
- Grant rue S. Martin
- Rue du Vert-bois
- Rue de la Creux
- Rue d'Arnescati ou Damestati
- Rue de Hulleu[2]
- Rue du Bourg l'Abbé
- Rue neuve S. Martin
- Rue au Mayre
- Rue de Freppault
- Rue de Frepillon
- Rue Trasse Nonain
- Rue du Chappon
- Rue des Gravelliers
- Rue Cymetiere S. Nicolas
- Rue de Morann
- Rue Garnier S. Lazare
- Rue Michel le Court
- Rue aux Oes
- Rue Sale au Conte
- Rue Quiquenpoix
- Rue Bertault qui dort
- Rue Aubry le Boucher
- Rue de la Couvroierie
- Rue Almaury de Roisy
- Rue de la Troussevache
- Rue Guillaume Joce
- Rue aux Lombars
- Rue Marivaulx
- Rue vieille Monnoye
- Rue aux Trouvés
- Rue Maubué
- Rue Simon le Franc
- Rue de Beaubourg
- Rue Otin le Fauche
- Rue de la Plastaye
- Rue des Escuves
- Rue Geoffroy Langevin
- Rue des Menestriers
- Rue des Petits Champs
- Rue de Faulse-Poterne
- Rue du Grand-cul-de-sac
- Rue du Temple
- Rue Pastourelle
- Rue Blammanteaux
- Rue Perrenelle de S. Pol
- Rue du Plastre
- Rue de la Parcheminerie
- Rue des Saiges
- Rue du Pans
- Rue du Heaulme
- Rue de Paradis
- Rue de Clichon
- Rue de Braque
- Rue de la Porte Valete
- Rue des Polyes
- Rue des Escripvains
- Rue Pierre au let
- Rue de la Heaumerie
- Rue Philippe le Comte
- Rue d'Anjou
- Rue Savonnerie
- Rue S. Jacques de la Boucherie
- Rue de l'Escorcherie
- Rue Pied de Bœuf
- Rue aux Veaux
- Rue de la Tannerie
- Rue de la Vannerie
- Rue des Arsis
- Rue des Recommanderesses
- Rue de la Tacherie
- Rue Philippe de l'Espine
- Rue de Pain-Molet
- Rue Sain Bon
- Rue Vieille Tixeranderie
- Rue de la Poterie
- Rue de la Verrerie
- Rue de Baille-houe
- Rue de l'Home armé
- Rue Guillaume Joussien
- Rue au Coq
- Rue Baêrie du Bec
- Rue neuve S. Marry
- Rue de la Boucherie
- Rue de Tirepet en Roye
- Rue Pierre Aulart
- Vieille rue Du Temple
- Rue des Rosiers
- Rue des Escouffes
- Rue du Roy de Cecile
- Rue des Balais
- La grant rue S. Antoine (La grant rue S. Honoré)[3]
- Rue d'Espaigne
- Rue du petit Musse
- Rue des Barres
- Rue du Figuier
- Rue des Jardins
- Rue S. Pol
- Rue Pavée
- Rue des Nonains
- Rue de Jouy
- Rue de la Mortellerie
- Rue Siege l'asnier
- Rue Garnier sur l'eau
- Rue de Tyron
- Rue Regnaud le Fevre
- Rue du Bourg-Thiebaud
- Rue du Franc menour
- Rue du Chartron
- Rue du Chevet Saint Gervais
- Rue S. Philippe

### 3equartier
Appelé Tiers Quartier dans l'ouvrage, celui-ci correspond à l'ancien quartier de la Cité.
- Rue du Pont-Notre-Dame
- Rue vieille Pletetie
- Rue de la Lanterne
- Rue de Glatigny
- Rue du Port S. Landry
- Rue neuve Notre-Dame
- Rue S. Pierre aux Bœufs
- Rue Ste Marine
- Rue S. Christophe
- Rue aux Feuvres
- Rue de Marmouzetes
- Rue du Champ-flory
- Rue de Jherusalem
- Rue des Cocatrix
- Rue des Oublayers
- Rue de la vieille Draperie
- Rue S. Germain le vieil
- Rue de la Juiferie
- Rue des Herbiers
- Rue de la Saveterie
- Rue S. Pierre des Arsis
- Rue de la Licorne
- Rue de la Calende
- Rue S. Barthelemy
- Rue du Pont au change

### 4equartier
- Rue du Pont S. Michel
- Rue S. Andrieu des Arts
- Rue Poinpée
- Rue du Four
- Rue Mignon
- Rue S. Germain des Prez
- Rue de l'Abbé de S. Denis
- Rue Pavée
- Rue d'Arondelle
- Rue des Cordeliers
- Rue S. Cosme
- Rue Pierre-Sarrazin
- Rue de la serpente
- Rue de la Harpe
- Rue Perrin-Gasselin[4]
- Rue S. Severin
- Rue de la Huchette
- Rue du Sacalit
- Rue des Parcheminiers
- Rue du Bourg de Brie
- Rue au Foing
- Rue du Palaix
- Rue de Serbone
- Rue des Portes[5]
- La Grant rue S. Jacques
- Rue des Porteurs
- Rue à l'Evesque de Rouen
- Rue aux Deux-Portes[6]
- Rue S. Estienne des Grez
- Rue du Meneur
- Rue Ste Geneviève
- Rue du Bon puis
- Rue Judas
- Rue S. Nicolas du Chardonnet
- Rue S. Hilaire
- Rue de Brenot
- Rue des Bernardins
- Rue des Carmes
- Rue S. Jean de Beauvais
- Rue des Noyers
- Rue du Plastre
- Rue des Anglois
- Rue S. Jean de l'Hospital
- Rue de Galande
- Rue des Lavandieres
- Rue de Feurre
- Rue de la Bucheries
- Rue S. Julien le Poure
- Rue de Petit-Pont

## Rues par ordre alphabétique
- Haut – A
- B
- C
- D
- E
- F
- G
- H
- I
- J
- K
- L
- M
- N
- O
- P
- Q
- R
- S
- T
- U
- V
- W
- X
- Y
- Z

### A
- Rue de l'Abbé de S. Denis (4e quartier)
- Rue Almaury de Roisy (2e quartier)
- Rue des Anglois (4e quartier)
- Rue d'Anjou (2e quartier)
- Rue d'Antain (1er quartier)
- Rue de l'Arbre-sec (1er quartier)
- Rue des Arsis (2e quartier)
- Rue d'Arnescati ou Damestati (2e quartier)
- Rue d'Arondelle (4e quartier)
- Rue de la Arongerie (1er quartier)
- Rue Aubry (1er quartier)
- Rue Aubry le Boucher (2e quartier)
- Rue des Augustins (1er quartier)
- Rue d'Aultraiche (1er quartier)

- Haut – A
- B
- C
- D
- E
- F
- G
- H
- I
- J
- K
- L
- M
- N
- O
- P
- Q
- R
- S
- T
- U
- V
- W
- X
- Y
- Z

### B
- Rue Baêrie du Bec (2e quartier)
- Rue de Baille-houe (2e quartier)
- Rue des Balais (2e quartier)
- Rue des Barres (2e quartier)
- Rue de Beaubourg (2e quartier)
- Rue Beaurepaire (1er quartier)
- Rue de Beauvais (1er quartier)
- Rue des Bernardins (4e quartier)
- Rue Bertault qui dort (2e quartier)
- Rue Bertin Porée (1er quartier)
- Rue de Bétisy (1er quartier)
- Rue Blammanteaux (2e quartier)
- Rue du Bon puis (4e quartier)
- Rue de la Boucherie (2e quartier)
- Rue des Bourdonnois (1er quartier)
- Rue du Bourg de Brie (4e quartier)
- Rue du Bourg l'Abbé (2e quartier)
- Rue du Bourg-Thiebaud (2e quartier)
- Rue de Braque (2e quartier)
- Rue de Brenot (4e quartier)
- Rue de la Bucheries (4e quartier)

- Haut – A
- B
- C
- D
- E
- F
- G
- H
- I
- J
- K
- L
- M
- N
- O
- P
- Q
- R
- S
- T
- U
- V
- W
- X
- Y
- Z

### C
- Rue de la Calende (3e quartier)
- Rue des Carmes (4e quartier)
- Rue des Champs-fleury (1er quartier)
- Rue du Champ-flory (3e quartier)
- Rue du Chantre (1er quartier)
- Rue du Chappon (2e quartier)
- Rue de la Charpenterie (1er quartier)
- Rue de la Charonnerie (1er quartier)
- Rue du Chartron (2e quartier)
- Rue du Chevet Saint Gervais
- Rue de Clichon (2e quartier)
- Rue des Cocatrix (3e quartier)
- Rue des Comenderesses (1er quartier)
- Rue au Coq (2e quartier)
- Rue du Coq (1er quartier)
- Rue de Coqueron (1er quartier)
- Rue des Cordeliers (4e quartier)
- Rue de la Cordonnerie (1er quartier)
- Rue de la Cossonnerie (1er quartier)
- Rue du Coup de baston (1er quartier)
- Rue de la Couvroierie (2e quartier)
- Rue de la Creux (2e quartier)
- Rue Cymetiere Saint-Nicolas (2e quartier)

- Haut – A
- B
- C
- D
- E
- F
- G
- H
- I
- J
- K
- L
- M
- N
- O
- P
- Q
- R
- S
- T
- U
- V
- W
- X
- Y
- Z

### D
- Rue aux Déchargeurs (1er quartier)
- Rue des deux Écus (1er quartier)
- Rue aux Deux-Portes (4e quartier)[7]

- Haut – A
- B
- C
- D
- E
- F
- G
- H
- I
- J
- K
- L
- M
- N
- O
- P
- Q
- R
- S
- T
- U
- V
- W
- X
- Y
- Z

### E
- Rue des Escouffes (2e quartier)
- Rue des Ecuyers (1er quartier)
- Rue de l'Escorcherie (2e quartier)
- Rue des Escripvains (2e quartier)
- Rue des Escuves (2e quartier)
- Rue d'Espaigne (2e quartier)
- Rue à l'Evesque de Rouen (4e quartier)

- Haut – A
- B
- C
- D
- E
- F
- G
- H
- I
- J
- K
- L
- M
- N
- O
- P
- Q
- R
- S
- T
- U
- V
- W
- X
- Y
- Z

### F
- Rue de Faulse-Poterne (2e quartier)
- Rue de Feurre (4e quartier)
- Rue aux Feuvres (3e quartier)
- Rue au Fevre (1er quartier)
- Rue du Figuier (2e quartier)
- Rue au Foing (4e quartier)
- Rue de la Fosse aux chiens (1er quartier)
- Rue Fossez Saint Germain (1er quartier)
- Rue du Four (1er quartier)
- Rue du Four (4e quartier)
- Rue du Foyn (1er quartier)
- Rue du Franc menour (2e quartier)
- Rue de Frepillon (2e quartier)
- Rue de Freppault (2e quartier)
- Rue du Froit-mantyau (1er quartier)

- Haut – A
- B
- C
- D
- E
- F
- G
- H
- I
- J
- K
- L
- M
- N
- O
- P
- Q
- R
- S
- T
- U
- V
- W
- X
- Y
- Z

### G
- Rue de Galande (4e quartier)
- Rue Geoffroy Langevin (2e quartier)
- Rue de Glatigny (3e quartier)
- Rue Garnier Saint-Lazare (2e quartier)
- Rue Garnier sur l'eau (2e quartier)
- Rue du Grand-cul-de-sac (2e quartier)
- Rue Grant Truanderie (1er quartier)
- Rue Gratecon (1er quartier)
- Rue des Gravellieres (1er quartier)
- Rue des Gravelliers (2e quartier)
- Rue Guillaume Joce (2e quartier)
- Rue Guillaume Joussien (2e quartier)
- Rue Guillaume Porée (1er quartier)

- Haut – A
- B
- C
- D
- E
- F
- G
- H
- I
- J
- K
- L
- M
- N
- O
- P
- Q
- R
- S
- T
- U
- V
- W
- X
- Y
- Z

### H
- Rue de la Hache (1er quartier)
- Rue de la Harpe (4e quartier)
- Rue du Heaulme (2e quartier)
- Rue de la Heaumerie (2e quartier)
- Rue des Herbiers (3e quartier)
- Rue de l'Home armé (2e quartier)
- Rue de la Huchette (4e quartier)
- Rue de Hulleu[2] (2e quartier)

- Haut – A
- B
- C
- D
- E
- F
- G
- H
- I
- J
- K
- L
- M
- N
- O
- P
- Q
- R
- S
- T
- U
- V
- W
- X
- Y
- Z

### J
- Rue des Jardins (2e quartier)
- Rue Jehan-Saint-Denis (1er quartier)
- Rue de Jherusalem (3e quartier)
- Rue de Jouy (2e quartier)
- Rue Judas (4e quartier)
- Rue de la Juiferie (3e quartier)

- Haut – A
- B
- C
- D
- E
- F
- G
- H
- I
- J
- K
- L
- M
- N
- O
- P
- Q
- R
- S
- T
- U
- V
- W
- X
- Y
- Z

### L
- Rue de la Lanterne (3e quartier)
- Rue des Lavandieres (1er quartier)
- Rue des Lavandieres (4e quartier)
- Rue de la Licorne (3e quartier)
- Rue aux Lombars (2e quartier)

- Haut – A
- B
- C
- D
- E
- F
- G
- H
- I
- J
- K
- L
- M
- N
- O
- P
- Q
- R
- S
- T
- U
- V
- W
- X
- Y
- Z

### M
- Rue Mal-Conseil (1er quartier)
- Rue Mal-Désirant (1er quartier)
- Rue Maleparole (1er quartier)
- Rue Marivaulx (2e quartier)
- Rue de Marmouzetes (3e quartier)
- Rue Maubuée (2e quartier)
- Rue au Mayre (2e quartier)
- Rue de la Mesgisserie (1er quartier)
- Rue des Menestriers (2e quartier)
- Rue du Meneur (4e quartier)
- Rue de Merderet (1er quartier)
- Rue Michel le Court (2e quartier)
- Rue Mignon (4e quartier)
- Rue de la Monnoye (1er quartier)
- Rue Montmartre (1er quartier)
- Rue Mont-roqueil (1er quartier)
- Rue de Morann (2e quartier)
- Rue de la Mortellerie (2e quartier)

- Haut – A
- B
- C
- D
- E
- F
- G
- H
- I
- J
- K
- L
- M
- N
- O
- P
- Q
- R
- S
- T
- U
- V
- W
- X
- Y
- Z

### N
- Rue de Neele (1er quartier)
- Rue neuve Notre-Dame (3e quartier)
- Rue des Nonains (2e quartier)
- Rue des Noyers (4e quartier)

- Haut – A
- B
- C
- D
- E
- F
- G
- H
- I
- J
- K
- L
- M
- N
- O
- P
- Q
- R
- S
- T
- U
- V
- W
- X
- Y
- Z

### O
- Rue aux Oes (2e quartier)
- Rue Otin le Fauche (2e quartier)
- Rue des Oublayers (3e quartier)

- Haut – A
- B
- C
- D
- E
- F
- G
- H
- I
- J
- K
- L
- M
- N
- O
- P
- Q
- R
- S
- T
- U
- V
- W
- X
- Y
- Z

### P
- Rue de Pain-Molet (2e quartier)
- Rue du Palaix (4e quartier)
- Rue du Pans (2e quartier)
- Rue de Paradis (2e quartier)
- Rue de la Parcheminerie (2e quartier)
- Rue des Parcheminiers (4e quartier)
- Rue Pastourelle (2e quartier)
- Rue Pavée (2e quartier)
- Rue Pavée (4e quartier)
- Rue Pavée (1er quartier)
- Rue Perrenelle de Saint-Pol (2e quartier)
- Rue Perrin Gasselin (1er quartier)
- Rue Perrin-Gasselin (4e quartier)[8]
- Rue du petit Musse (2e quartier)
- Rue de Petit-Pont (4e quartier)
- Rue des Petits Champs (1er quartier)
- Rue des Petits Champs (2e quartier)
- Rue Petonnet (1er quartier)
- Rue Philippe de l'Espine (2e quartier)
- Rue Philippe le Comte (2e quartier)
- Rue Philippe le Mire (1er quartier)
- Rue Philippe Lointier (1er quartier)
- Rue Philippe-Mointier (1er quartier)
- Rue Philippe Tyson (1er quartier)
- Rue Pied de Bœuf (2e quartier)
- Rue Pierre Aulart (2e quartier)
- Rue Pierre au let (2e quartier)
- Rue Pierre-Sarrazin (4e quartier)
- Rue de la Plastaye (2e quartier)
- Rue du Plastre (2e quartier)
- Rue du Plastre (4e quartier)
- Rue de la Plastrerie (1er quartier)
- Rue Poinpée (4e quartier)
- Rue de Poitou (1er quartier)
- Rue des Polyes (2e quartier)
- Rue du Pont au change (3e quartier)
- Rue du Pont-Notre-Dame (3e quartier)
- Rue du Pont S. Michel (4e quartier)
- Rue Popin (1er quartier)
- Rue du Port S. Landry (3e quartier)
- Rue de la Porte à la Comtesse (1er quartier)
- Rue de la Porte-Baudet (2e quartier)
- Rue de la Porte Valete (2e quartier)
- Rue aux Portes (1er quartier)
- Rue des Portes (4e quartier)[9]
- Rue de la Poterie (2e quartier)
- Rue des Porteurs (4e quartier)
- Rue des Poulies (1er quartier)
- Rue aux Prescheurs (1er quartier)
- Rue des Prouvelles (1er quartier)

- Haut – A
- B
- C
- D
- E
- F
- G
- H
- I
- J
- K
- L
- M
- N
- O
- P
- Q
- R
- S
- T
- U
- V
- W
- X
- Y
- Z

### Q
- Rue Quequitonne (1er quartier)
- Rue Quiquenpoix (2e quartier)

- Haut – A
- B
- C
- D
- E
- F
- G
- H
- I
- J
- K
- L
- M
- N
- O
- P
- Q
- R
- S
- T
- U
- V
- W
- X
- Y
- Z

### R
- Rue des Recommanderesses (2e quartier)
- Rue Regnaud le Fevre (2e quartier)
- Rue des Rosiers (2e quartier)
- Rue du Roy de Cecile (2e quartier)

- Haut – A
- B
- C
- D
- E
- F
- G
- H
- I
- J
- K
- L
- M
- N
- O
- P
- Q
- R
- S
- T
- U
- V
- W
- X
- Y
- Z

### S
- Rue du Sacalit (4e quartier)
- Rue des Saiges (2e quartier)
- Rue S. Andrieu des Arts (4e quartier)
- Grant rue Saint-Antoine (2e quartier)
- Rue S. Barthelemy (3e quartier)
- Rue Sain Bon (2e quartier)
- Rue S. Christophe (3e quartier)
- Rue S. Cosme (4e quartier)
- Grant rue Saint-Denis (1er quartier)
- Rue S. Estienne des Grez (4e quartier)
- Rue Saint Germain (1er quartier)
- Rue S. Germain des Prez (4e quartier)
- Rue S. Germain le vieil (3e quartier)
- Rue S. Hilaire (4e quartier)
- Grant rue Saint Honoré (1er quartier)
- Rue Saint Jacques de la Boucherie (2e quartier)
- Grant rue S. Jacques (4e quartier)
- Rue S. Jean de Beauvais (4e quartier)
- Rue S. Jean de l'Hospital (4e quartier)
- Rue S. Julien le Poure (4e quartier)
- Rue neuve Saint Marry (2e quartier)
- Grant rue Saint-Martin (2e quartier)
- Rue neuve Saint-Martin (2e quartier)
- Rue S. Nicolas du Chardonnet (4e quartier)
- Rue Saint-Philippe (2e quartier)
- Rue Saint-Pol (2e quartier)
- Rue S. Pierre aux Bœufs (3e quartier)
- Rue S. Pierre des Arsis (3e quartier)
- Rue Saint Sauveur (1er quartier)
- Rue S. Severin (4e quartier)
- Rue Saint Thomas (1er quartier)
- Rue Ste Geneviève (4e quartier)
- Rue Ste Marine (3e quartier)
- Rue Sainte-Opportune (1er quartier)
- Rue Sale au Conte (2e quartier)
- Rue de la Saulnerie (1er quartier)
- Rue de la Saveterie (3e quartier)
- Rue Savonnerie (2e quartier)
- Rue de Serbone (4e quartier)
- Rue de la serpente (4e quartier)
- Rue Siege l'asnier (2e quartier)
- Rue au Signe (1er quartier)
- Rue Simon le Franc (2e quartier)
- Rue du Suissel (1er quartier)

- Haut – A
- B
- C
- D
- E
- F
- G
- H
- I
- J
- K
- L
- M
- N
- O
- P
- Q
- R
- S
- T
- U
- V
- W
- X
- Y
- Z

### T
- Rue de la Tabletterie (1er quartier)
- Rue de la Tacherie (2e quartier)
- Rue de la Tannerie (2e quartier)
- Rue du Temple (2e quartier)
- Rue Temploirie (1er quartier)
- Rue Thibaud aux dés (1er quartier)
- Rue de Tirechappe (1er quartier)
- Rue de Tirepet en Roye (2e quartier)
- Rue Tire-Vit (1er quartier)
- Rue de la Tonnellerie (1er quartier)
- Rue Trasse Nonain (2e quartier)
- Rue de la Troussevache (2e quartier)
- Rue aux Trouvés (2e quartier)
- Rue de Tyron (2e quartier)
- Rue Tyrone ou Teroüenne (1er quartier)

- Haut – A
- B
- C
- D
- E
- F
- G
- H
- I
- J
- K
- L
- M
- N
- O
- P
- Q
- R
- S
- T
- U
- V
- W
- X
- Y
- Z

### V
- Rue de la Vannerie (2e quartier)
- Rue aux Veaux (2e quartier)
- Rue de la Verrerie (2e quartier)
- Rue du Vert-bois (2e quartier)
- Rue de la vieille Draperie (3e quartier)
- Rue vieille Monnoye (2e quartier)
- Rue vieille Pletetie (3e quartier)
- Vieille rue Du Temple (2e quartier)
- Rue Vieille Tixeranderie (2e quartier)

- Haut – A
- B
- C
- D
- E
- F
- G
- H
- I
- J
- K
- L
- M
- N
- O
- P
- Q
- R
- S
- T
- U
- V
- W
- X
- Y
- Z

## Pour approfondir